# محمدآباد (بلورد)
محمدآباد روستایی در دهستان بلورد بخش بلورد شهرستان سیرجان استان کرمان ایران است.

## جمعیت
بر پایه سرشماری عمومی نفوس و مسکن در سال ۱۳۹۵ جمعیت این مکان ۸۴ نفر (۲۵خانوار) بوده‌است.